# Sergio Mantovani
Sergio Mantovani (Cusano Milanino, 22 maggio 1929 – Milano, 23 febbraio 2001) è stato un pilota automobilistico italiano di Formula 1.

## Carriera
Ha cominciato a correre per divertimento negli anni cinquanta e nel 1952 nel Gran Premio di Bari è arrivato secondo di classe e sesto assoluto con una Ferrari e secondo nella classe GT nella 12 ore di Pescara con una Lancia Aurelia.
Nel 1953 ha condiviso una Maserati 2 litri con Juan Manuel Fangio conquistando il terzo posto alla Targa Florio, ha vinto il Gran Premio di Caserta e partecipato al Gran Premio d'Italia, condividendo una Maserati A6GCM con Luigi Musso arrivando settimo.
Nel 1954 ha partecipato più attivamente al campionato mondiale di Formula 1 conquistando due volte il quinto posto, in Germania e Svizzera con la Maserati 250F; ha inoltre conquistato il primo posto nella Coppa d'Oro delle Dolomiti e il terzo posto a Siracusa e Roma in gare non valide per il campionato.
Nel 1955 è arrivato settimo al Gran Premio di Argentina condividendo la propria vettura con Musso e Jean Behra, prima di rimanere coinvolto in un grave incidente durante il Gran Premio di Torino svolto nel Parco Valentino. In conseguenza delle gravi lesioni alla gamba ne ha subito l'amputazione e ha dovuto rinunciare alla sua carriera di pilota a 26 anni.
Nonostante la grave menomazione e un arto artificiale, in seguito è stato membro della Commissione Sportiva dell'Automobile Club d'Italia.
Oggi riposa presso il Cimitero monumentale di Milano.

## Risultati in Formula 1
| 1953 | Scuderia | Vettura |  |  |  |  |  |  |  |  |   | Punti | Pos. |
| ---- | -------- | ------- |  |  |  |  |  |  |  |  | - | ----- | ---- |
| 1953 | Maserati | A6 GCM  |  |  |  |  |  |  |  |  | 7 | 0     |      |

| 1954 | Scuderia | Vettura |  |  |   |    |  |   |   |   |     | Punti | Pos. |
| ---- | -------- | ------- |  |  | - | -- |  | - | - | - | --- | ----- | ---- |
| 1954 | Maserati | 250F    |  |  | 7 | NP |  | 5 | 5 | 9 | Rit | 4     | 16º  |

| 1955 | Scuderia | Vettura |   |  |  |  |  |  |  |  |  | Punti | Pos. |
| ---- | -------- | ------- | - |  |  |  |  |  |  |  |  | ----- | ---- |
| 1955 | Maserati | 250F    | 7 |  |  |  |  |  |  |  |  | 0     |      |

| Legenda | 1º posto     | 2º posto | 3º posto    | A punti         | Senza punti/Non class.  | Grassetto – Pole position Corsivo – Giro più veloce |
| Legenda | Squalificato | Ritirato | Non partito | Non qualificato | Solo prove/Terzo pilota | Grassetto – Pole position Corsivo – Giro più veloce |